# Passage Daunay
Ne doit pas être confondu avec Impasse Daunay.
Le passage Daunay est une voie du 18e arrondissement de Paris, en France.
Il ne faut pas le confondre  avec l'impasse Daunay située dans le 11e arrondissement.

## Situation et accès
Le passage Daunay est situé dans le 18e arrondissement de Paris. Il débute au 122, avenue de Saint-Ouen et se termine au 124 de la même voie.

## Origine du nom

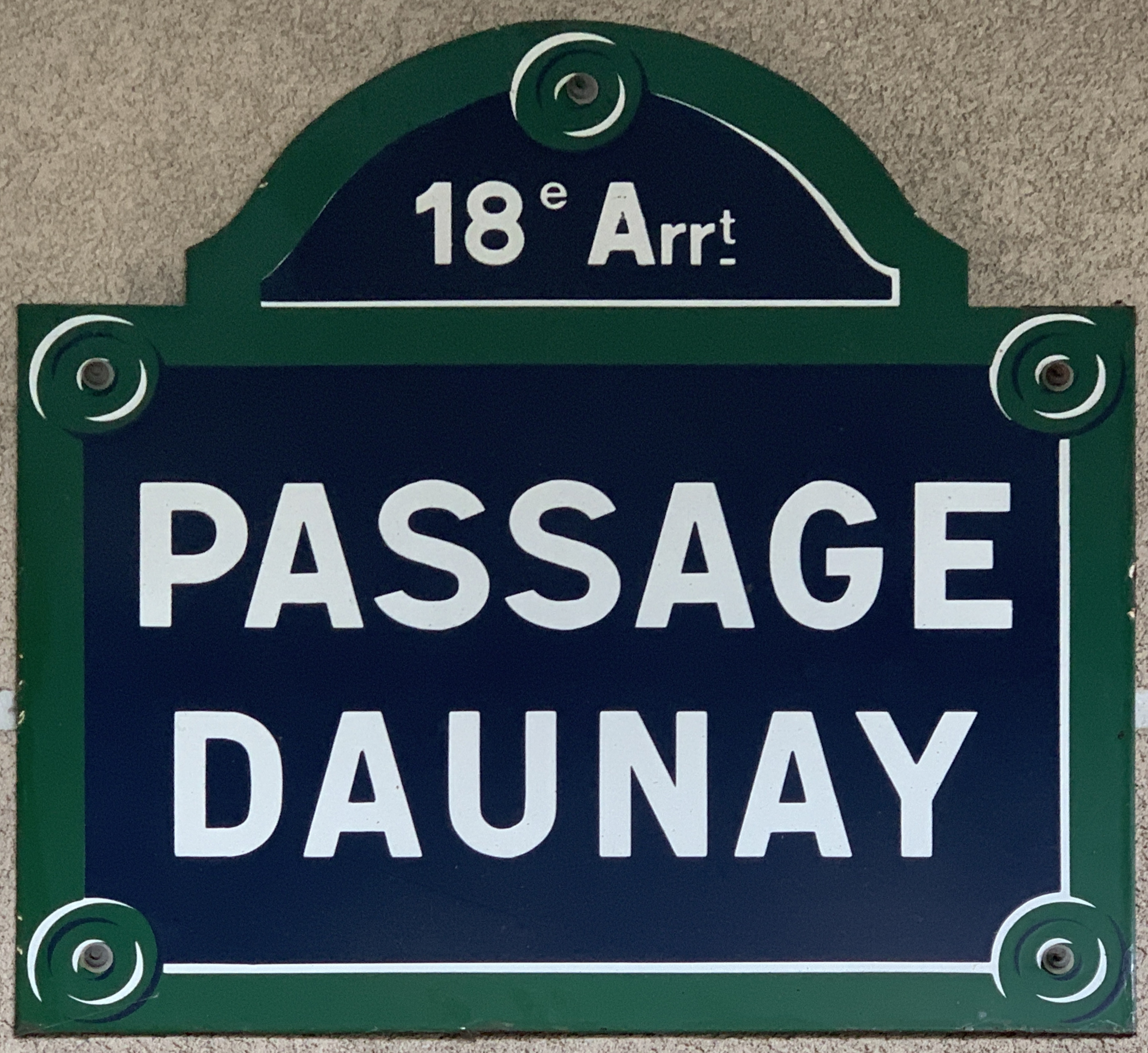
Plaque du passage.

Cette voie est nommée d'après le nom du propriétaire des terrains sur lesquels elle a été ouverte.

## Historique
Cette voie initialement privée, est ouverte en 1900, par M. Daunay, sous sa dénomination actuelle.
Devenue voie publique, elle est classée dans la voirie parisienne par un arrêté municipal du 16 décembre 1992.